# Delftse Studenten Volleybalvereniging Punch
Delftse Studenten Volleybalvereniging Punch is een studentenvolleybalvereniging in Delft. Ze is gelieerd aan de Technische Universiteit Delft. 

## Karakteristieken
De vereniging bestaat uit meerdere dames- en herenteams. Bij Punch wordt volleybal gespeeld van vierde klasse tot en met de eerste divisie. Elk jaar heeft Punch in ieder geval één damesteam en één herenteam met studenten die nog niet eerder gevolleybald hebben en samen het spel leren.

## Geschiedenis
Punch werd in 1950 opgericht.
In 2007 kreeg Punch een eigen verenigingspand, Meskodvl, in het centrum van Delft.

## Locatie
Punch speelt haar thuiswedstrijden in het sportcentrum van de Technische Universiteit Delft. Sinds 2014 traint Punch ook in de Wippolderhal in Delft. Vanaf 2024 kwam daar ook een derde trainingshal, Sporthal Tanthof in Delft, waar ook volleybalvereniging Kratos '08 gevestigd is.
In het verenigingsgebouw Meskodvl wordt na volleybalwedstrijden geborreld en vinden regelmatig feestjes, spelletjestoernooien en vergaderingen plaats.

## Interne structuur
De vereniging wordt geleid door een voltijds bestuur van vijf bestuursleden. Daarnaast zijn er diverse commissies die helpen met het organiseren van diverse activiteiten.

## Externe structuur
D.S.V.V. "Punch" speelt in de volleybalcompetitie van de Nevobo (Regio West en Nationaal). Daarnaast nemen ieder jaar meerdere teams deel aan de bekercompetitie.